# Mahendra Varman
Comme son prédécesseur Bhavavarman Ier, Mahendravarman (Citrasena) est un souverain khmer qui aurait régné sur la région de Sambor Prei Kuk, mais on trouve des inscriptions le mentionnant le long du Mékong, du nord du Cambodge à l'extrême sud du Laos, ainsi que dans le nord-est de la Thaïlande. Il meurt vers 610-615 et son fils Içanavarman Ier lui succède.